# 横塚山古墳
横塚山古墳（よこつかやまこふん）は、埼玉県熊谷市にある古墳。形状は前方後円墳。利根川の支流、福川の自然堤防上に築造された。墳丘は耕作などにより相当変形しているが、市内に残る唯一の前方後円墳として、1969年（昭和44年）9月11日付で市の史跡に指定された。
横塚山古墳の発掘調査は、1971年（昭和46年）と1976年（昭和51年）の計2回行われ、周溝から円筒埴輪が発掘されている。主体部は未調査であるが、築造年代は5世紀後半と見られている。
この古墳の周辺の畑には、墳丘はないが埴輪が出土する場所がある。大正時代の資料には「小塚」と呼ばれていた円墳が記載されており、かつては横塚山古墳を中心にして古墳群が形成されていたと思われる。